# آشپزی آسی

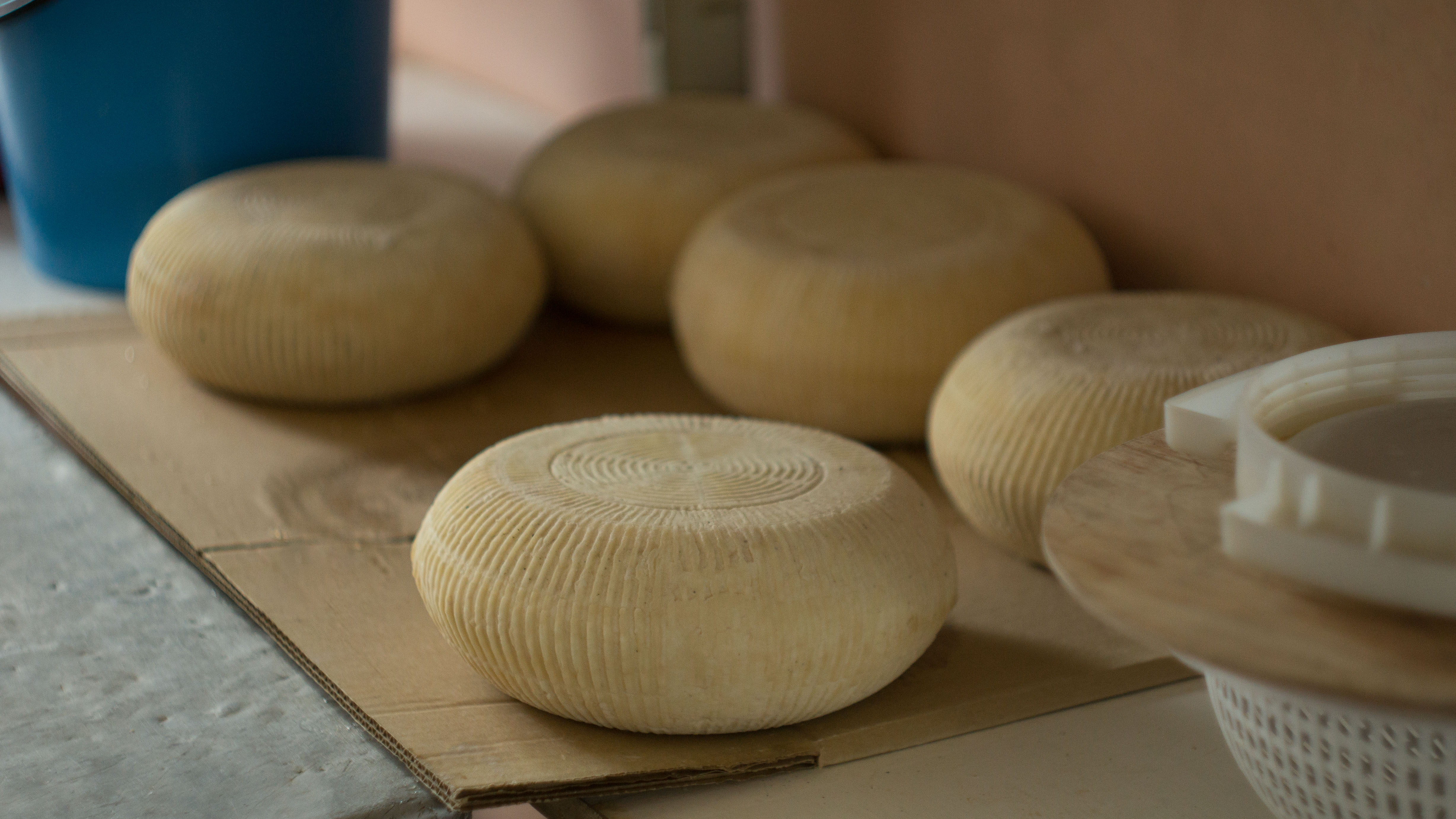
پنیر آسی

آشپزی آسی (به انگلیسی: Ossetian cuisine) (آسی: Ирон хæринæгтæ) به سبک پخت و پز و غذاهای مردم آسی اشاره دارد.

## پای آسی
فیدژین (آسی: Фыдджын, روسی: Фыдджин) نوعی پای گوشت است.

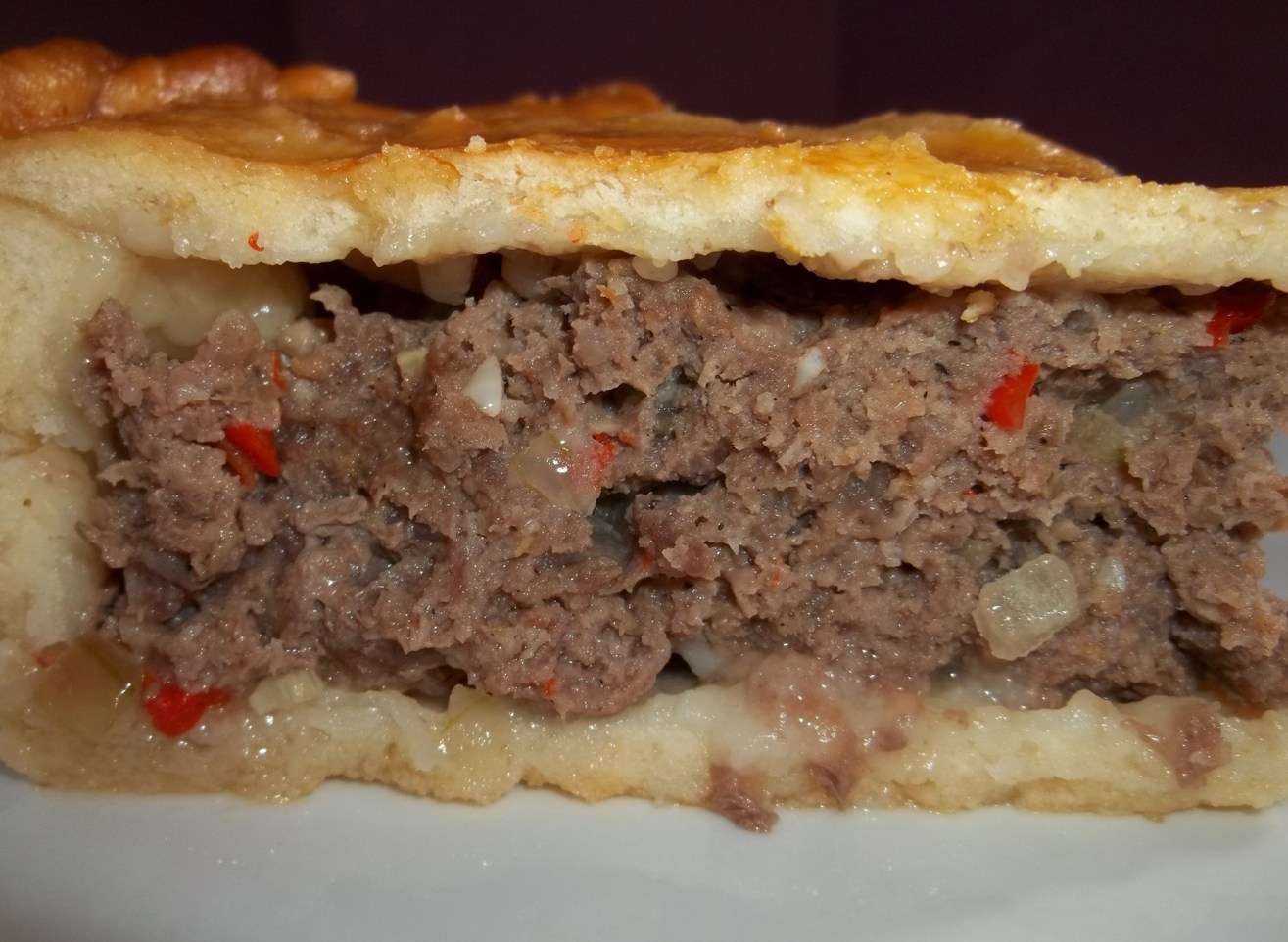
فیدژین، پای گوشت آسی

تری پایز (آسی: æртæ чъирийы, روسی: три пирога)در فرهنگ آسی مفهوم با اهمیتی است که به نماد خورشید، زمین و آب اشاره دارد.

## آبجو آسی

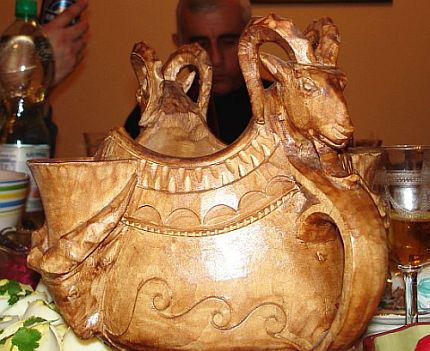
آبجو آسی، باگانی

مردم آسی از دوران قدیم از تهیه و نوشیدن آبجو سنتی خودشان لذت می‌برند. ایرون باگانی یک فستیوال آبجو معروف است که این گنجینه فرهنگی به سبک جشن اکتبر آلمان برگزار می‌شود.

## پنیر آسی
پنیر آسی، پنیر سنتی مردم آسی است.